# John Locke
John Locke, angleški empiristični filozof in politični mislec, * 29. avgust 1632, Wrington, grofija Somerset, Anglija, † 28. oktober 1704, Oates, grofija Essex, Anglija.
Locka prištevamo med predstavnike zgodnjega razsvetljenstva. Na filozofskem področju je iz empirističnih izhodišč izpodbijal takratni prevladujoči vpliv kartezijanskega racionalizma, ki trdi, da so nekatera izkustva in koncepti mišljenja podedovani, in poudaril vlogo izkustva pri pridobivanju spoznanj. Predstavil je pojem tabula rasa, po katerem se vsak človek rodi kot nepopisan list papirja, znanje in izkušnje pa pridobi v kasnejšem življenju z zaznavnimi izkustvi. Tako je zamajal idejo božanskega prava kraljev, da so kralji naravno bolj pripravljeni za vladanje in se v njihovi krvi pretakajo potrebne izkušnje in intuicija. V povezavi s tem pomeni Lockovo empiristično pojmovanje zavesti in zavedanja prelom v primerjavi s tradicionalno sholastiko, v kateri so dušo in duševne procese opisovali z metafizičnimi pojmi. 
Prodor Lockove filozofije in vpliv na evropske sodobnike časovno sovpadata s širjenjem vpliva Newtonove fizike.

## Življenje
Rojen je bil v manjšem podeželskem naselju Wrington blizu Bristola v grofiji Somerset. Kljub temu, da se je njegov oče, jurist po poklicu, bojeval v angleški državljanski vojni na parlamentarni strani, se je sam izogibal politični izbiri. V skladu s svojo strogo puritansko vzgojo je že mlad zagovarjal načela verske zmernosti in strpnosti. Na Westminster School, kamor je šel pod mentorstvom mecena Alexandra Pophama, člana angleškega parlamenta in bivšega očetovega poveljnika, ki je bilo že takrat najboljše priporočilo za kasnejši študij na angleških univerzah, si je pridobil humanistično izobrazbo. Na študiju in učiteljevanju na Christ Church v Oxfordu, kjer je bival med letoma 1652 in 1677 se je seznanil s tremi takrat glavnimi miselnimi tokovi v Angliji: s tradicionalno sholastiko, ki je še »kraljevala« v univerzitetnem življenju, s pisateljskim krogom platonistov iz Cambridgea in intelektualno najvitalnejšim kartezijanskim racionalizmom, ki se je na otok širil s kontinenta.
Medtem ko se sholastika in prežitki renesančnega platonizma zdeli Locku preživeti, je pozornost preusmeril na Descartesa, ki ga je v mnogočem na skupnih izhodiščih v končni obliki revidiral z izdajo dela Esej o človeškem razumu (1690). Le-tega je začel kot plod razpravljanja s prijatelji pisati že leta 1671. V tem delu, ki ga je širše proslavilo, je poudaril vpliv izkustva pri pridobivanju racionalnih spoznanj.
Ker na Univerzi v Oxfordu ni bilo mesta za intelektualne inovatorje, je že tekom študija preusmeril pozornost na razvijajočo se znanost in zato študiral še medicino ter kemijo. Med drugimi se je seznanil tudi z Boylom in bil sprejet v Kraljevo družbo (ang. Royal Society). Leta 1666 se je na Oxfordu seznanil z lordom Ashleyem, kasnejšim grofom Shaftesburijskim, ki je bil tam zaradi zdravstvenih težav. Locke je nanj s svojim medicinskim znanjem in intelektualno razgledanostjo napravil vtis in lord Ashley ga je vzel leta 1667, po krajšem iskanju dela, v službo osebnega zdravnika ter ostal njegov dosmrtni pomočnik in prijatelj. V Londonu je nadaljeval svoje izobraževanje na področju medicine pod tutorstvom Thomasa Sydenhama, katerega miselni vpliv se najbolj odraža prav v delu Esej o človeškem razumu. Lockovo znanje zdravilstva je bilo postavljeno na največjo preizkušnjo, ko je se je zdravstveno stanje lorda Ashleya poslabšalo in ga je Locke prepričal, da gre na tvegano operacijo odstranitve ciste iz obolelih jeter. Ta je bila uspešna in lord Ashley je zasluge za svoje preživetje pripisal prav Locku, zaradi česar se je njuno prijateljstvo le še poglobilo.
Ko je leta 1672 grof Shaftesburyjski postal lord kancler, drugi najvplivnejši položaj kronskih ministrov, in ustanovitelj gibanja whigovcev, začetnikov liberalne stranke v Veliki Britaniji, je njegov politični uspeh močno vplival tudi na njegove politične ideje.
Zaradi političnih sprememb, ki so grofa in skupaj z njim Locka privedle v nemilost, se je moral dvakrat odpraviti v izgnanstvo: leta 1675, ko je preživel tri leta v Franciji, kjer se je seznanil z vodilnimi misleci tiste dobe in je kot tutor spremljal bodočega politika Caleba Banksa, in leta 1683, ko je grof Shaftesbury sodeloval v uporu proti vzponu katoliškega kralja Jakoba II. na oblast. V vmesnem obdobju, ko je politični karieri njegovega delodajalca kazalo bolje, se je vrnil v Anglijo in na njegovo pobudo napisal Dve razpravi o vladanju. Sprva je bilo sicer mišljeno, da jo je sestavil kasneje, v času Veličastne revolucije, leta 1688, a so kasnejše raziskave razpravo datirale veliko prej. Tako delo pridobi na objektivizmu, saj se zdi bolj generalna razprava proti monarhičnem absolutizmu in postavi posameznikovo strinjanje za temelj politične legitimizacije. Kljub temu, da so njegove ideje o naravnih pravicah; pravica do življenja, svobode in lastnine, pogosto povezane z gibanjem whigovcev, se danes zdijo zelo revolucionarne za takratno obdobje v angleški zgodovini.
Leta 1683 sta se Locke in grof umaknila na Nizozemsko, kjer sta nekaj časa živela pod lažnimi imeni, da bi se izognila izročitvi. Grof je na Nizozemskem umrl, Locke pa je v tem obdobju napisal svoj Esej o človeškem razumu in politične spise Pismo o strpnosti. Na Nizozemskem se je gibal v različnih intelektualnih krogih podobno prosto mislečih modrecev, kjer je dovzetno sprejemal ideje Barucha Spinoze o ločitvi cerkve in države, ki so se odražala v njegovem zadnjem delu.
V obdobju revolucije leta 1688 se je vrnil v Anglijo, kjer so njegova dela Esej o človeškem razumu, Dve razpravi o vladanju in Pismo o strpnosti, doživela velik uspeh.
Zadnja leta je ob slabšem zdravju, ko so ga obremenjevali astmatični napadi, preživel na podeželskem dvorcu v prijateljski zvezi s filozofinjo lady Masham in njenim možem. Večinoma je izpopolnjeval svoja dela, ohranjal korespondenco in polemiziral z intelektualnimi nasprotniki. O razsvetljenskih idejah je razpravljal z največjimi intelektualci tistega obdobja, kot sta John Dryden in Isaac Newton. Locke se nikoli ni poročil, niti ni imel otrok.
Umrl je 28. decembra 1704 na posesti sira Francisa Mashama, v katere neposredni bližini je pokopan. 

## Pomen in vplivi
Locka štejemo med naslednike idej Francisa Bacona, imel pa je velik vpliv na razvoj sodobne politične filozofije - skupaj z Hugom Grotiusom, Thomasom Hobbesom, Samuelom Pufendorfom, Jean-Jacques Rousseaujem in Immanuelom Kantom je sooblikoval idejo družbene pogodbe, ki utemelji državo kot pogodbo med oblastjo in ljudmi in močno vpliva na revolucije v 18. in 19. stoletju. Njegovim liberalističnim idejam, ki so spodbijale takrat uveljavljeno božansko pravo kraljev, pripisujejo vsebinski vpliv na politični ustroj oblasti v Združenih državah Amerike. Velja za začetnika modernih konceptov identitete in osebnosti, sledi njegovih idej o mišljenju pa se pojavljajo v razpravah poznejših filozofov, kot so Hume, Rousseau in Kant.
V njegovem Pismu o toleranci, izdanem leta 1689, je pozival k verskem miru, trdeč, da nobeno zemsko bitje ne more zagotovo trditi o božjih resnicah, četudi bi smelo in znalo, pa vsiljevanje ene same vere ne bi imelo želenega efekta, saj prepričanja ne moremo spremeniti s silo, poenotenje vere pa bi pripeljalo do še več družbenih izgredov, kot spoštovanje raznolikosti. V delu omenja tudi, da bi v družbi smele obstajati samo vere, ki sprejemajo versko toleranco, zaradi česar je delo v cerkvenih krogih doživelo buren odziv. Vseeno pa je njegovo mnenje med ljudmi postalo zelo priljubljeno in pospešilo proces sprejemanja verskih patentov o toleranci.

## Zanimivosti
V 18. poglavju druge knjige Dve razpravi o vladanju, je pisatelj zapisal: »…kjer se konča zakon, se začne tiranija,…«, ki ostaja eden izmed temeljev današnjega prava.

## Dela
- (1689) Pismo o strpnosti (prevedeno tudi kot Pismo o toleranci) (A Letter Concerning Toleration)
  - (1690) Drugo pismo o strpnosti
  - (1692) Tretje pismo o strpnosti
- (1689) Dve razpravi o vladanju (prevedeno tudi kot Dve razpravi o oblasti) (Two Treatises of Government)
- (1690) Esej o človeškem razumu (An Essay Concerning Human Understanding)
- (1693) Nekaj misli o vzgoji (Some Thoughts Concerning Education)
- (1695) Razumnost krščanstva (The Reasonableness of Christianity, as Delivered in the Scriptures)

V filozofiji je videl predvsem sredstvo za razjasnitev pojmovne osnove znanosti, zato je svoj esej Esej o človeškem razumu (1690) začel z zavrnitvijo nauka o vrojenih idejah, v nasprotju s katerim je trdil, da so vse ideje izkustvenega izvora. Britanski filozof Bertrand Russell je o Locku zapisal, da »ni niti najglobji, niti najizvirnejši mislec, je pa njegovo delo močno in trajno vplivalo na filozofijo in politično življenje.«

## Lockova dela v slovenščini
- Prva knjiga: O prirojenih pojmih. Prevedeno 2012. Str. 95-120.
- Nekaj misli o vzgoji.Prevedeno 2013.
- II. knjiga. Prevedeno 2010. Str. 95-126.
- Dve razpravi o oblasti; Pismo o toleranci. Prevedeno 2010.
- Nekaj misli o vzgoji. Prevedeno 2007.
- O človeškem razumu. Prevedeno 1924.
- Zakon in svoboda. Prevedeno 1998. Str. 17.
- Pismo o toleranci. Prevedeno 1994. Str. 29-73